# Union Carbide

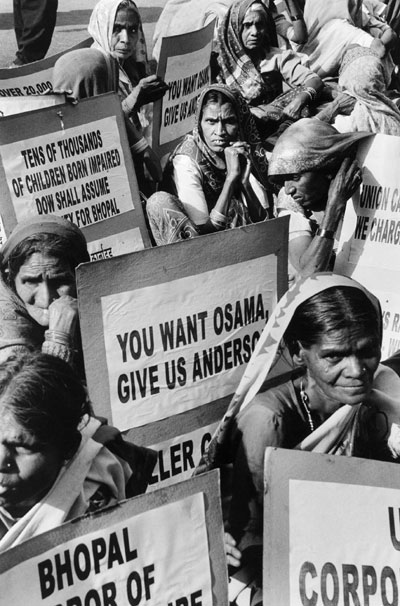
Protest obětí katastrofy v Bhopálu

Union Carbide Corporation (Union Carbide) je jedna z nejstarších chemických společností ve Spojených státech amerických, která má v současnosti zhruba 3 800 zaměstnanců.
V roce 1920 její výzkumníci objevili ekonomickou cestu, jak vytvářet ethylen ze zemního plynu, což umožnilo zrod moderního petrochemického průmyslu. V současné době Union Carbide vlastní několik velmi pokročilých průmyslových technologií a provozuje řadu velmi úsporných velkoobjemových výrobních závodů. Tento chemický gigant také dříve vlastnil výrobce baterií Eveready a Energizer, tašek a obalů Glad, automobilových vosků Simoniz a nemrznoucích směsí Prestone.
V roce 1984 se firma dostala do povědomí celosvětové veřejností, když po explozi její chemičky pro výrobu pesticidů v indickém Bhópálu zemřely tisíce lidí a došlo tak k největší průmyslové katastrofě 20. století.
Od roku 1999 je Union Carbide v důsledku fúze dceřinou společností The Dow Chemical Company (TDCC), pro kterou vyrábí většinu svých produktů.
Dnes Union Carbide vyrábí především chemikálie a umělé hmoty, které musí před dodáním uživatelům projít ještě nejméně jednou přeměnou ve výrobě. Některé z těchto materiálů jsou hromadně vyráběné komodity, zatímco jiné jsou speciální produkty pro potřeby menších trhů. Mezi výrobky pro koncové zákazníky patří barvy a nátěry, obaly, dráty a kabely, domácí potřeby, ochranné pomůcky, léčiva, textil, materiály pro automobilový průmysl a zemědělství, ropa a zemní plyn.